# Na. Muthukumar
Pour les articles homonymes, voir Muthukumar.
Na. Muthukumar, né le 12 juillet 1975 à Kanchipuram (Tamil Nadu) et mort, le 14 août 2016 à Chennai (Tamil Nadu), est un poète, parolier et écrivain indien.

## Biographie

### Décès
Na. Muthukumar est mort le 14 août 2016 d'une jaunisse à Chennai (Tamil Nadu).

## Récompenses et distinctions
- Filmfare Award du meilleur parolier en tamoul
  - 2009 : pour la chanson Vizhi Mood du film Ayan
  - 2013 : pour la chanson Anandha Yaazhai" du film Thanga Meengal
  - 2014 : pour la chanson Azhagu du film Saivam